# 2 Batalion Miotaczy Ognia
2 Pomorski samodzielny zmotoryzowany przeciwpancerny batalion miotaczy ognia – samodzielny pododdział wojsk chemicznych ludowego Wojska Polskiego.
Przeznaczony do zwalczania broni pancernej i siły żywej przeciwnika za pomocą fugasowych i plecakowych miotaczy ognia. W działaniach bojowych był szczególnie przydatny w walkach ulicznych, przy niszczeniu bunkrów i punktów umocnionych.

## Formowanie i zmiany organizacyjne
Sformowany według etatu 011/37 we wsi Michajłowka w rejonie Sum na podstawie rozkazu dowódcy 1 Armii Polskiej nr 05 z 7 maja 1944 jako jednostka 1 Armii Wojska Polskiego.
Przysięgę żołnierze batalionu złożyli we wsi Groszówka obecnie leżącej w granicach Starej Miłosny 26 października 1944.
Rozkazem Naczelnego Dowódcy Armii Radzieckiej nr 078 z 4 maja 1945  oraz rozkazem dowódcy 1 Armii WP nr 0188 z 6 maja 1945, batalion otrzymał nazwę „Pomorski”. Rozkazem NDWP nr 130 z 21 czerwca1945 odznaczony został Orderem Krzyża Grunwaldu II klasy.
Z chwilą powstania okręgów wojskowych 2 bmo włączono do OW Śląsk. W połowie września 1945 roku 2 batalion miotaczy ognia przeformowano na 2 batalion obrony przeciwchemicznej. Na początku 1946 zmniejszono liczbę żołnierzy o 43%.
Pół roku później batalion ten przemianowano ponownie na 2 batalion miotaczy ognia i przydzielono go do OW Poznań. W połowie 1947 w 2 bmo zwiększono stan osobowy batalionu o 40%. Rok później miała miejsce następna zmiana etatu, która spowodowała dalsze zwiększenie liczebności stanu osobowego batalionu kolejne 18%.
W 1949 batalion był jedyną samodzielną jednostką wojsk chemicznych. Jesienią 1950 batalion miotaczy ognia przeniesiono z Modlina do Orzysza, a pół roku później przeformowano go na nowy etat zwiększający liczbę żołnierzy z 261 do 322. Pół roku później 2 bmo przeformowano na nowy etat o stanie osobowym 370 żołnierzy.
Na początku 1953 przeprowadzono redukcję wojska. 2 batalion miotaczy ognia został zmniejszony do 275 żołnierzy.
W 1964 2 batalion zadymiania i miotaczy ognia został przeformowany w 2 batalion zabiegów specjalnych i rozpoznania skażeń, a w 1968, na bazie batalionu utworzono 2 Pomorski pułk chemiczny.

## Struktura organizacyjna w okresie wojny
- Dowództwo i sztab
- 3 x kompanie miotaczy ognia
  - 3 x plutony miotaczy ognia
- kompania ciężkich karabinów maszynowych
- kompania samochodowa
  - 3 x plutony samochodowe
  - pluton remontowo-transportowy
  - warsztat samochodowy
- pluton dowodzenia i zwiadu
- pluton łączności
- sekcja sanitarna

## Działania bojowe
Po zakończeniu szkolenia we wsi Budiaczew koło Kiwerc wyruszył 28 lipca w kierunku Kowla i ześrodkował się we wsi Skiby, 6 km od Lubomla. 17 sierpnia przekroczył Bug, a 19 sierpnia dotarł do nowego mp. Budy Uśniackie. Podporządkowany 2 Dywizji Piechoty, 1 kompanią zajął obronę w rej. folwarku Bagno nad Warką, na przyczółku na lewym brzegu Wisły.
14 września batalion przekazał obronę oddziałom radzieckim i został przedyslokowany na kierunek warszawski. Zgrupował się w lesie w rej. Starej Miłosny, skąd częścią sił zajął obronę w ugrupowaniu 6 pułku piechoty w rej. Pelcowizny.
25 września zajął nowy odcinek między m. Ugory a Kanałem Żerańskim, gdzie do 14 października odpierał kontrataki nieprzyjaciela. Przekazany do odwodu armii, ześrodkował się we wsi Groszówka koło Miłosny Starej. Tu otrzymał pierwsze plecakowe miotacze ognia. Po przeszkoleniu, 27 października przemaszerował do Rud i zajął obronę w rejonie Nowodwórów i Kępy Tarchomińskiej w szykach 2 pułku piechoty. Od 13 listopada pozostawał w szykach 8 pułku piechoty.
Oddział pod dowództwem Michała Titowa odegrał istotną rolę w walkach o Kołobrzeg w marcu 1945 roku. W walkach o miasto wspierał częścią sił 16 pułk piechoty i 7 pułk piechoty. Po zdobyciu Kołobrzegu 18 marca uczestniczył w zaślubinach z morzem, następnie przedyslokowany został w rejon Gryfic. 7 kwietnia zajął obronę nad Zalewem Kamieńskim na odcinku Łukęcin – Wrzosowo – Rzewnowo.  Trzy dni później przeszedł do Parsowa. 18 kwietnia ześrodkował się w Neu Rudnitz, potem w Griinthal i Birkenwerder, gdzie ponownie zajął obronę. Tam podporządkowany został dowódcy 3 DP i wszedł w jej ugrupowanie w rejonie Kremmen. 5 maja przeszedł  do Friesack i pozostawał tam do zakończenia wojny.

## Żołnierze batalionu
Dowódcy batalionu:
- kpt. Dymitr Surżenko
- mjr Michał Titow
- mjr Jan Chmielnicki (1945–X 1946)
- mjr Witalij Tymoszczuk (X 1946–)

Odznaczeni Orderem Virtuti Militari:
- ppor. Tadeusz Hałambiec (pośmiertnie)
- mjr Michał Titow